# Тримурті

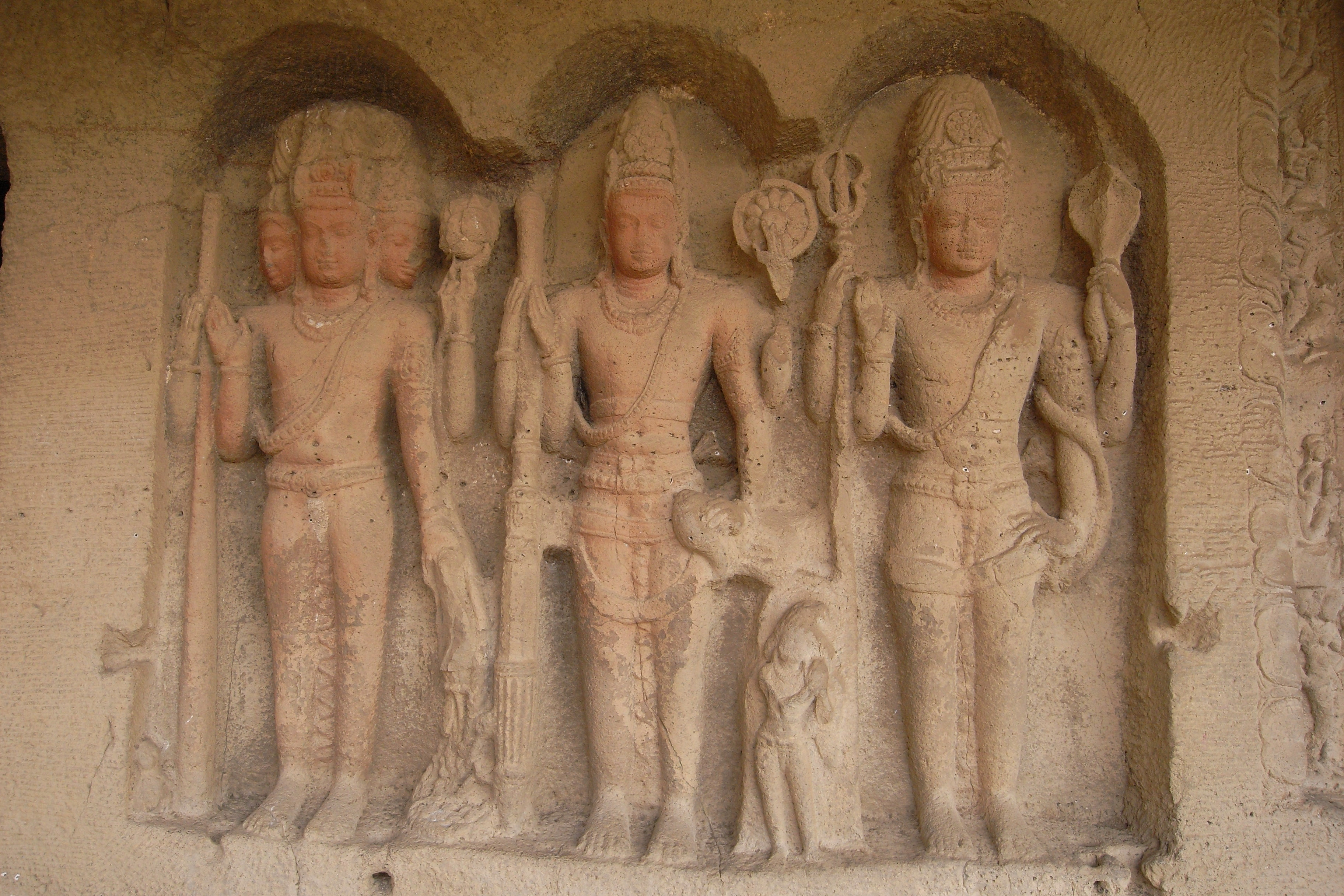
Зображення трійці верховних богів індуїзму в печері Еллора

Триму́рті (санскр. त्रिमूर्ति, «три обличчя») — концепція тріади, яка об'єднує трьох головних богів індуїстського пантеону (Брахму-Творця, Вішну-Охоронця і Шиву-Руйнівника) у єдине ціле, у так звану індуїстську трійцю, або Велику трійцю. Саме поняття Тримурті часто трактується як божество, найвідомішим зображенням якого є людина з трьома обличчями. Вважається також, що самі боги Брахма, Вішну і Шива — усього лише аспекти, прояви Тримурті.
Зображується Тримурті у вигляді трьох голів на одній шиї або ж трьох облич на одній голові.

## Створення
Створення Тримурті почалося з того, що єдиний Універсальний Дух побажав розділити себе, що було викликано Пристрастю. З ками, або бажання, вийшов у зовнішній світ первісний бог чоловічої статі Брахма, що створив три світи й усе суще. Але акт створення спричиняє також процеси збереження і розпаду, а отже, постає потреба в Богові-Захиснику Вішну і Богові-Руйнівнику Шиві. Три цих боги, наділені функціями створення, збереження й руйнування, становлять основну групу індуїстських божеств. Навколо них виросла велика система індуїстських богів і богинь.

## Інтерпретація
Тримурті трактують як модель відображення абсолюту в трьох формах, які доповнюють одна одну й співвідносяться з космогонічними функція творення.
Цю модель розробили насамперед шиваїсти. У «Лінга-пурані» абсолют, що відповідає «вічному Шиві» (Садашива), представлений у трьох проявах: як творець світу Брахма, як його охоронець Вішну та руйнівник Шива (Бхава). Три космологічні функції відповідають трьом гунам філософії самкх'я — в тримурті Вішну є втіленням «просвітленого» начала саттви, Брахма — «енергетичного» раджасу, а Шива — «деструктивного» тамасу. Цим трьом гунам традиційно відповідають певні кольори: чорний — тамасу, червоний — раджасу та білий — саттві. Тримурті також пов'язують з основними елементами: земля — Брахма, вода — Вішну, вогонь — Шіва.
Прихильники шактизму, для яких бог існував у жіночій подобі, мали жіночий тримурті, який називався «трідеві» з Сарасваті в ролі творця, Лакшмі в ролі своєрідної берегині та Калі в ролі нищительки.
Раніше за Тримурті помилково брали зображення триликого Шиви-Мехашвари (наприклад, на острові Елефанта на околицях Бомбея). Насправді три обличчя Шиви-Махешвари символізують три іпостасі цього божества.

## Наукові дослідження Тримурті
У Пуранічний період (300—1200 роки н. е.) відбувався підйом постведичної релігії та еволюція, яку Р. Маджумдар назвав «синтетичним індуїзмом»
Цей період не відзначався однорідністю. Включення ортодоксального брахманізму у вигляді залишків старих ведичних традицій разом з різними сектантськими релігіями, зокрема шиваїзму, вайшнавізму і шактизму, які ще належали до ортодоксальних, формує образи окремих осіб. Однією з важливих рис цього періоду була гармонія між ортодоксальними та і сектантськими формами. З цього приводу Р. Маджумдар зазначає, що найпомітніше вираження цього можна знайти в богословській концепції тримурті, тобто прояву вищості Бога у трьох формах — Брахми, Вішну та Шиви. Але цю концепцію не можна вважати успішною, адже Брахма не здобув значної влади порівняно з Шивою та Вішною, а отже, в ній проглядаються задуми трьох різних сект щодо їхніх богів, яких вони вважали брахманом
Моріс Вінтерніц зазначає, що Тримурті рідко згадується в індуїстській літературі
Французький індолог Ален Данієлу вважає, що концепція християнської Трійці розвинулася під певним впливом індуїстського Тримурті. На початку нашої ери концепції індуїзму були відомі в грецькому світі. У Александрії була досить велика індійська діаспора. До того ж збереглися грецькі джерела з описами індуїстських культів (II ст., Геліодор, син Діона). За цією інтерпретацією Бог Отець відповідає Шиві, Вішну виступає як аватара бога в ролі Ісуса Христа. Інші дослідники також проводили паралелі між індуїзмом та християнством і зокрема наголошували на подібностях між Ісусом та Крішною. Святий Дух християнської Трійці, за тлумаченням Данієлу, щонайкраще відповідає Брахмі.
Проте інші дослідники відкидають будь-який значний вплив Тримурті на концепцію Трійці. Для Вільгельма Шмідта та Макса Мюллера впливи індуїзму на християнство якщо і були, то в значно меншій мірі та у пізніші часи.
Артур Бешем відзначає, що інтерес Заходу до Тримурті пояснюється подібністю індуїстської трійці й християнства. Але насправді індуїстська триєдність, на відміну від християнської Святої Трійці, ніколи не сприймалась, оскільки індуїстська триєдність схилялась завжди на користь одного бога — Брахми. Тому триєдність Тримурті штучна, і вона мала мало реального впливу.
Фріда Метчетт характеризує систему Тримурті як одну з кількох структур, в якій різні божественні фігури можуть бути встановлені на різних рівнях".
Також концепція Тримурті присутня в Майтраянії-упанішаді, де три боги представлені у формі його трьох найвищих форм.

## Тримурті в мистецтві
Одне з найвідоміших зображень Тримурті, яке науковці датують VIII століттям, є в Еллорі, комплексі печерної та наземної архітектури в Південній Індії. Статуя Тримурті розташована в одному з храмів комплексу Кайласанатхі. На скульптурних зображеннях боги Тримурті стоять разом або ж їхні тіла вростають одне в одне.

### Галерея

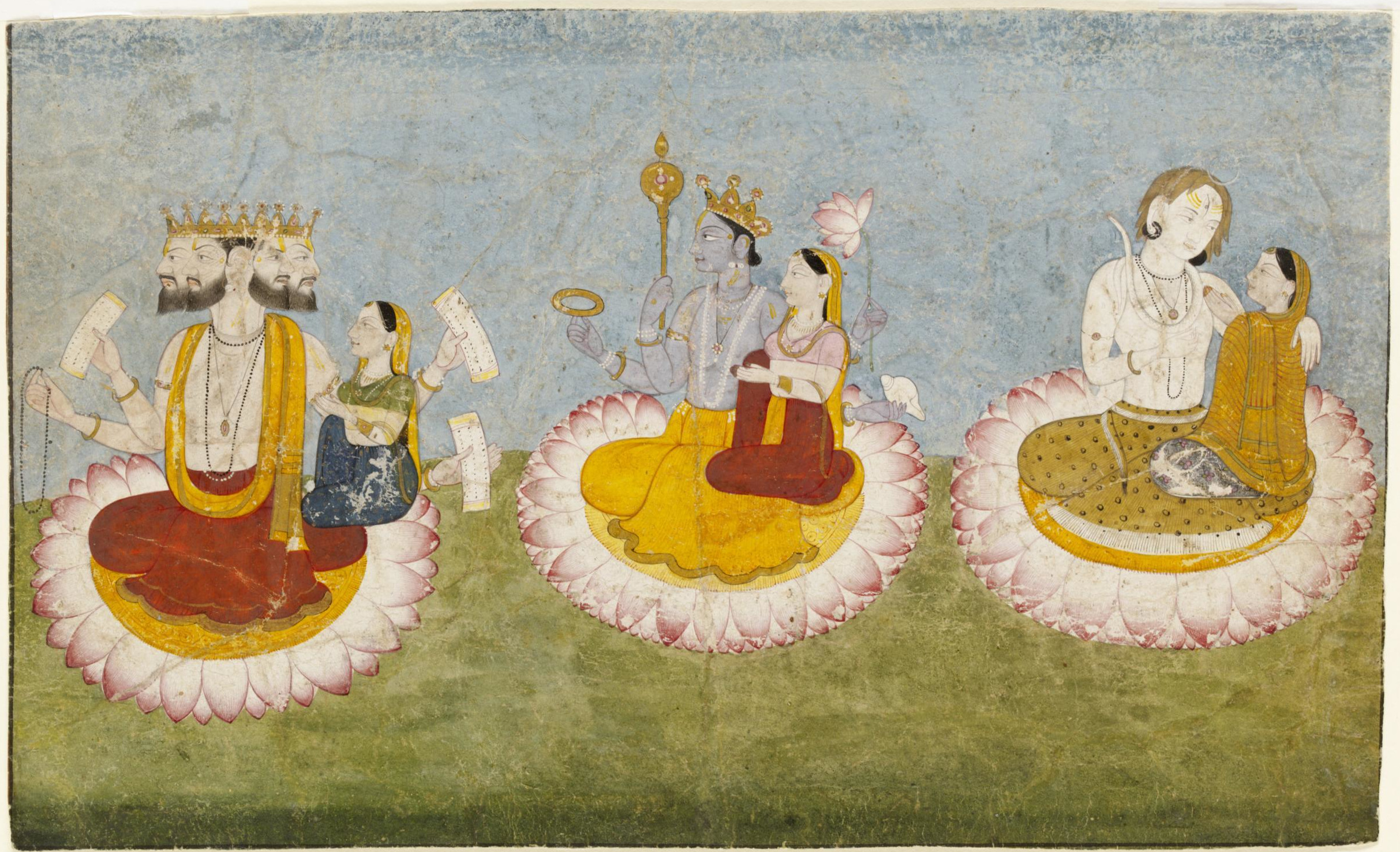
Брахма, Вішну і Шива, 1770
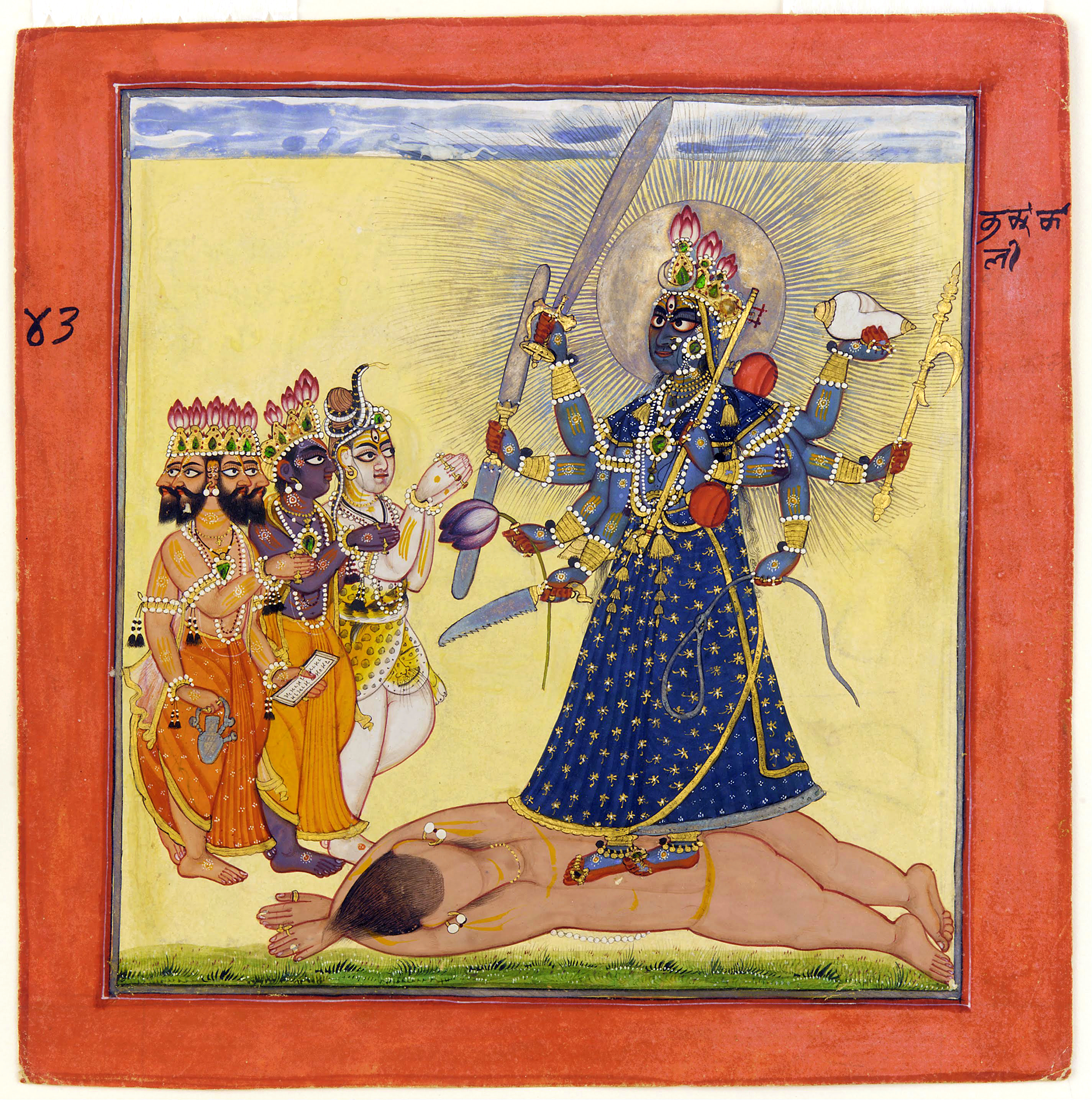
Богиня Бхадракалі та індуїстська «трійця», 1660-1670
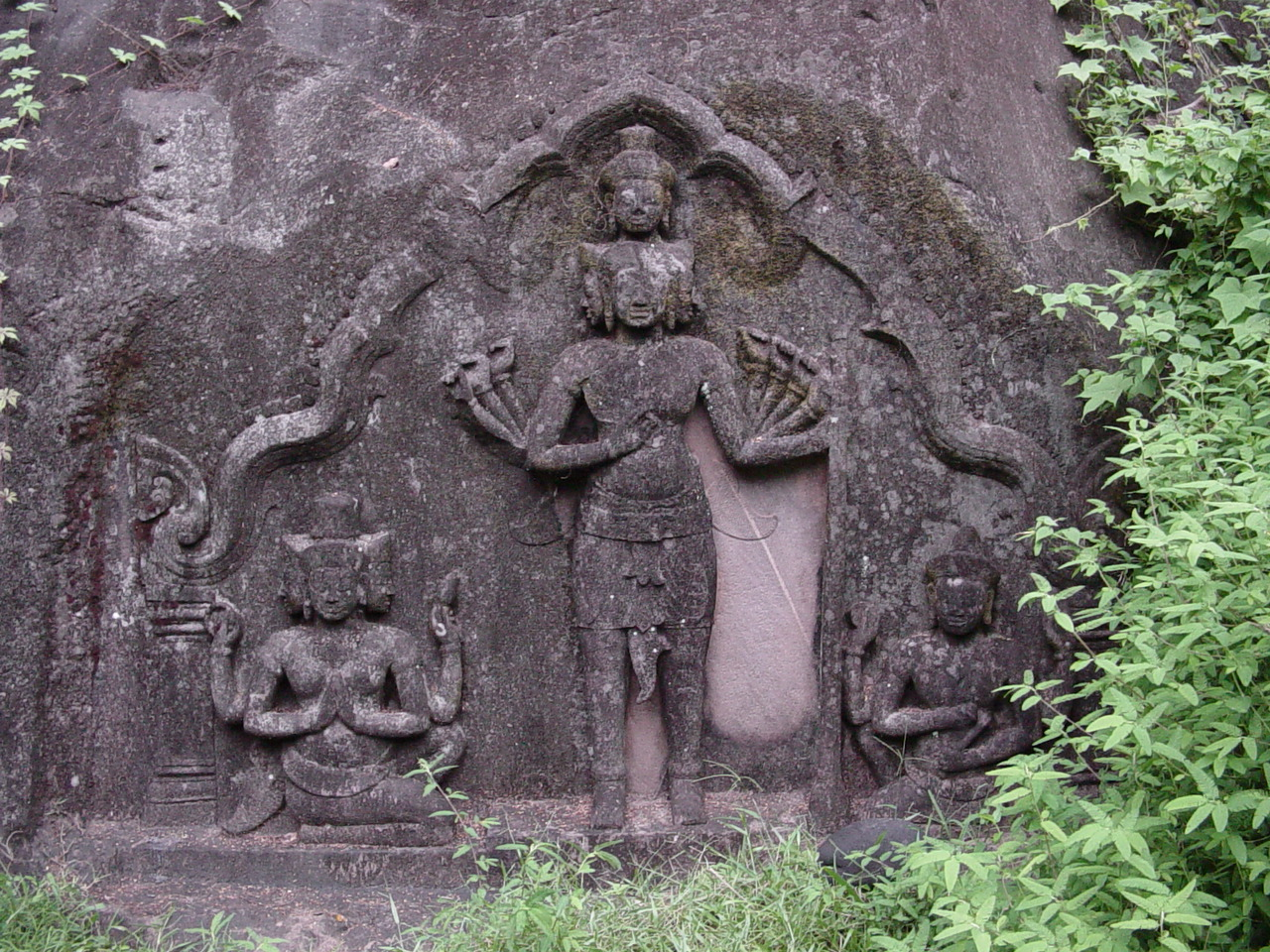
Зображення Тримурті у Ват-Пху, кхмерському храмовому комплексі в південному Лаосі.